# 삽교역
삽교역(Sapgyo station, 揷橋驛)은 장항선의 철도역이다. 모든 무궁화호와 일부 새마을호 열차와 ITX-마음 열차가 정차한다. 2008년에 컨테이너 야드와 함께 역사를 이전했다.
군산역과 마찬가지로 역 구내에 컨테이너 야드가 있어서, 컨테이너 화물을 주로 취급한다. 새로 이전한 컨테이너 야드(CY) 면적이 기존의 4,220제곱미터에서 4배 가까이 증가한 16,500제곱미터여서, 연간 10만 TEU이상의 수송력을 확보하게 되었다.
충남도청 내포신도시가 인접하여 삽교읍  인구가 1만 5천명을 넘었음에도 또 년간 승하차객이 많음에도 삽교역은 새마을호 선택 정차를 시행한다. 

## 역사
- 1923년 11월 1일 : 삽교역(揷橋驛)으로 영업 개시[2]
- 1973년 11월 1일 : 수덕사역(修德寺驛)으로 역명 변경[3]
- 1973년 11월 14일 : 구역사 신축
- 1980년 11월 1일 : 삽교역으로 역명 환원[4]
- 1992년 6월 10일 : 소화물 취급 중지[5]
- 1993년 1월 11일 : 컨테이너 하치장 준공
- 1998년 12월 1일 : 장항선 전구간 비둘기호 운행중단
- 2004년 4월 1일 : 장항선 통일호 운행중단
- 2008년 11월 28일 : 장항선 직선화로 역사 이전
- 2008년 12월 1일 : 코레일 직영 CY(컨테이너 야드)로 전환
- 2015년 5월 22일 : 서해선 착공식
- 2024년 11월 2일 : ITX-마음 운행 개시

## 역 구조
승강장은 2면 4선의 쌍섬식 승강장으로 운용된다.

### 승강장
| ↑ 예산          |
| １２ \| ３４ \| |
| 홍성 ↓          |

| 1 | 장항선 | 새마을호·무궁화호·ITX-마음 | 사용하지 않음            |
| 2 | 장항선 | 새마을호·무궁화호·ITX-마음 | 아산·천안·수원·용산 방면 |
| 3 | 장항선 | 새마을호·무궁화호·ITX-마음 | 홍성·대천·장항·익산 방면 |
| 4 | 장항선 | 새마을호·무궁화호·ITX-마음 | 사용하지 않음            |

## 사진

승강장
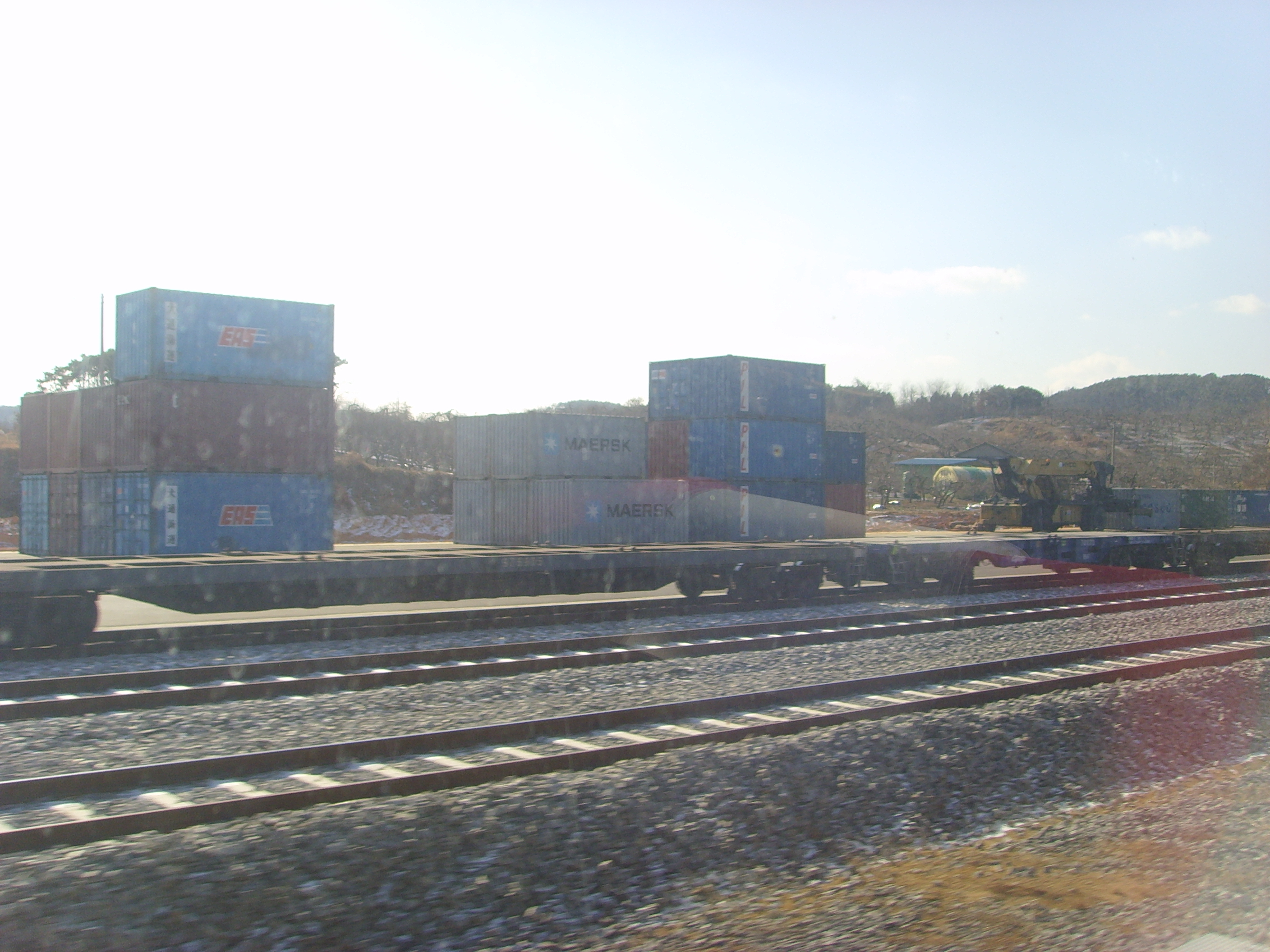
컨테이너 야드

## 인접한 역
이 역은 주로 용산역과 익산역을 기점으로 열차가 운행된다.
| 장항선             | 장항선          | 장항선             |
| ------------------ | --------------- | ------------------ |
| 예산 용산 방면     | 새마을호 장항선 | 홍성 익산 방면     |
| 홍성 내선순환 방면 | ITX-마음 평택선 | 예산 외선순환 방면 |
| 예산 용산 방면     | 무궁화호 장항선 | 홍성 익산 방면     |